# دیوید سی. کوپلی
دیوید سی. کوپلی (انگلیسی: David C. Copley؛ زاده ۳۱ ژانویهٔ ۱۹۵۲ درگذشته ۲۰ نوامبر ۲۰۱۲) یک ناشر و میلیارد اهل آمریکا بوده است.